# Tetramorium rufescens
Tetramorium rufescens är en myrart som först beskrevs av Hermann Stitz 1923.  Tetramorium rufescens ingår i släktet Tetramorium och familjen myror. Inga underarter finns listade i Catalogue of Life.